# 南極星鯊
南極星鲨（学名：Mustelus antarcticus），又稱南極貂鯊，為軟骨魚綱真鯊目皺唇鯊科星鯊屬的一種，分布於東印度洋澳洲南部，從巴斯海峽、塔斯馬尼亞島經維多利亞省至西澳大利亞海域，深度0至403公尺，本魚體細而延長，頭平扁，上半部呈深灰色，有白色斑點，下腹部呈銀白色，上顎唇褶短於下顎唇褶，具板狀牙齒，背鰭2枚，體長最大可達157公分，體重可達30.8公斤、壽命可達16年，棲息在沙底質海床，屬肉食性，以多毛類、頭足類、甲殼類、魚類為食，利用板狀牙齒幫助粉碎獵物的外殼和身體，以便更容易食用，成群活動，多半在夜間活動，雌魚活動範圍比雄魚大，卵胎生，交配期從11月到2月持續約3個月，妊娠期為11至12個月，胚胎的總長度可達30到36公分，雌魚每次最多可產57尾幼魚，可作為食用魚及遊釣魚。